# Железные опилки

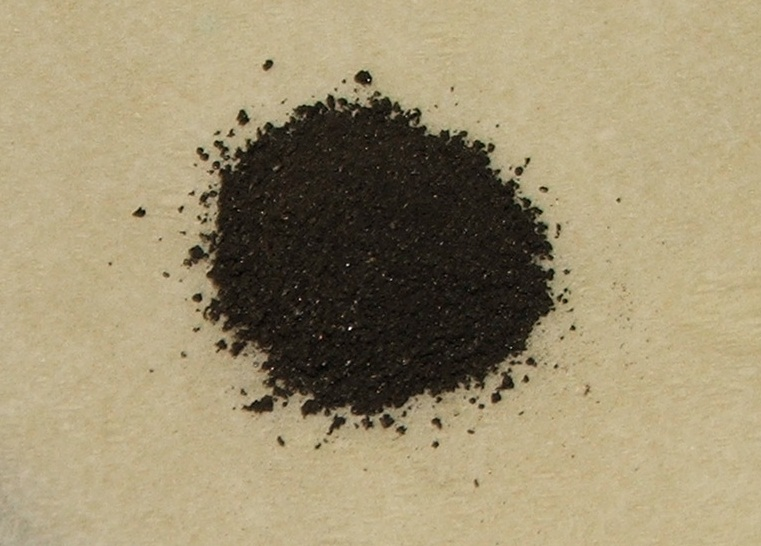
Железные опилки

Железные опилки — мелкоизмельчённое железо.

## Применение
Железные опилки обычно применяются:

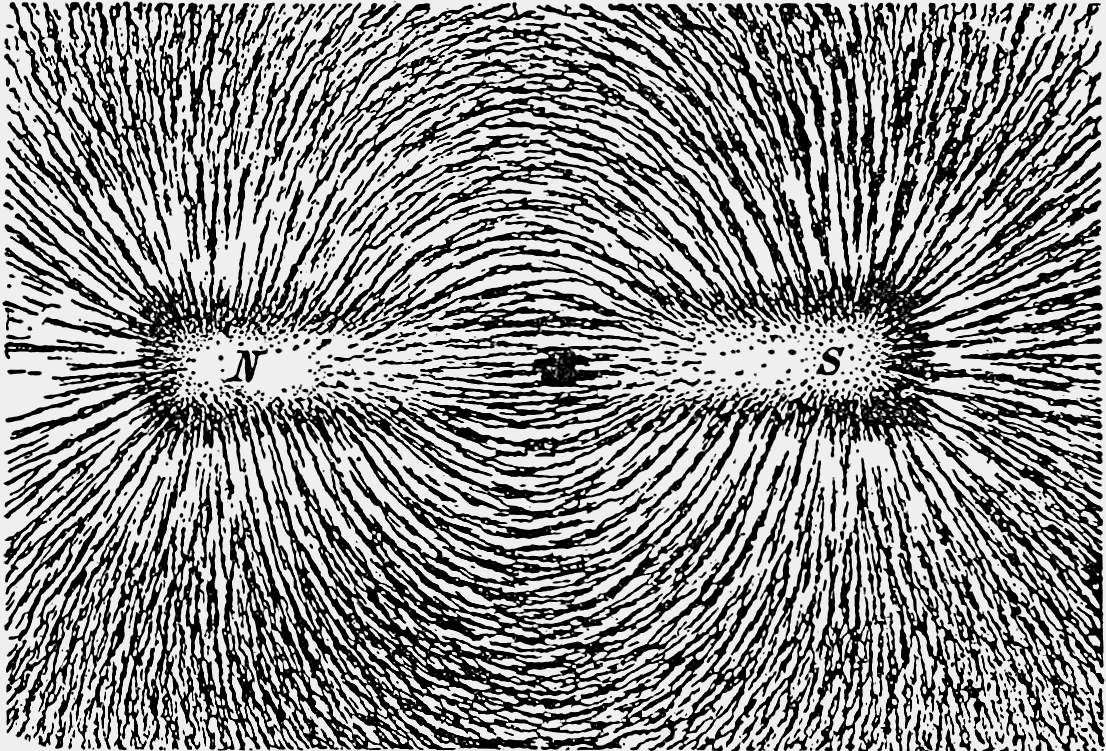
Силовые линии постоянного магнита визуализированы с помощью железных опилок

- при изучении магнетизма для визуализации силовых линий магнитного поля;
- как реактив в химии (обычно в качестве восстановителя);
- при производстве бенгальского огня (опилки образуют искры при горении).

## Интересные факты
- Предпринимаются попытки использовать железные опилки как удобрение для фитопланктона (см. Удобрение океана железом[англ.])[1].

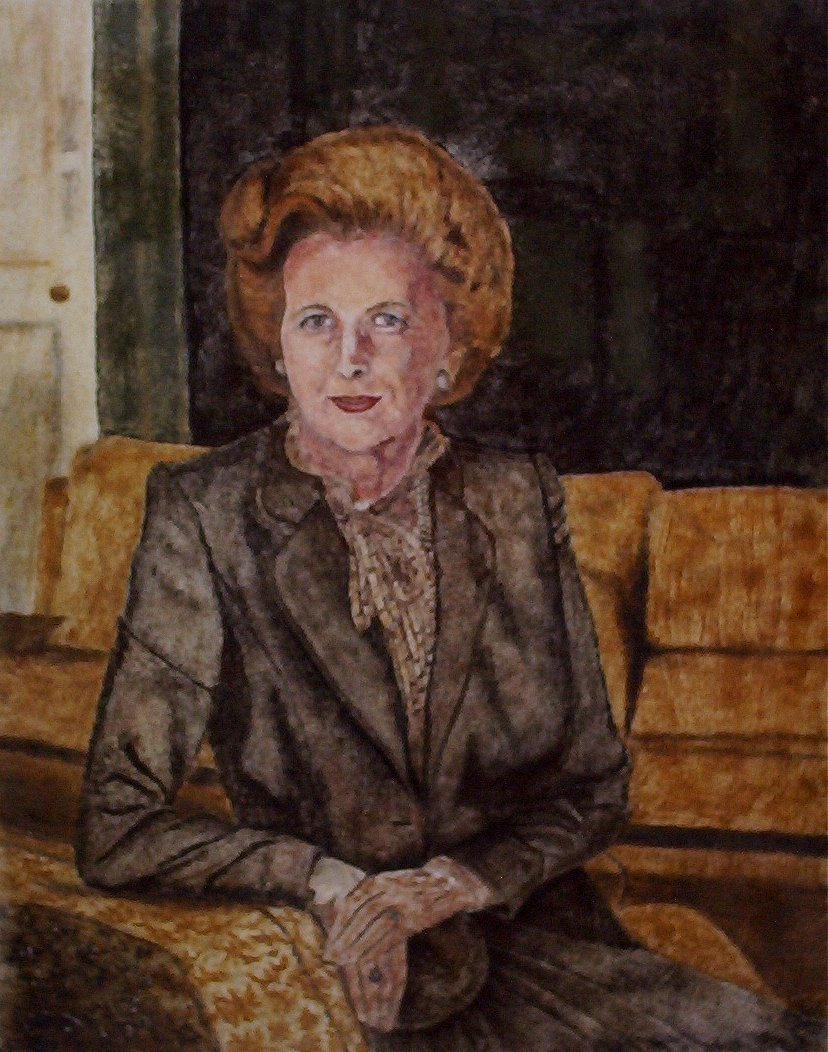
Портрет Тэтчер, выполненный с использованием намагниченных железных опилок

- Железные опилки используются в современном искусстве для выражения идеи железа, например, в портрете «железной леди» Маргарет Тэтчер или для ассоциаций с «железным занавесом».